# Episodi di Animaniacs (seconda stagione)
La seconda stagione di Animaniacs andò in onda in quattro episodi dal 10 settembre al 12 novembre 1994 su Fox, nel blocco di programmazione Fox Kids. La versione italiana fu trasmessa su Rai 2 nella seconda metà degli anni novanta.
| nº | Titolo originale                                                       | Titolo italiano                                                                     | Prima TV USA      |
| -- | ---------------------------------------------------------------------- | ----------------------------------------------------------------------------------- | ----------------- |
| 1  | Take My Siblings Please / The Mindy 500 / Morning Malaise              | Prendi i miei fratellini, per favore / La Mindy 500 / Malessere mattutino           | 10 settembre 1994 |
| 2  | We're No Pigeons / Whistle Stop Mindy / Katie Ka-Boom: The Broken Date | Non siamo piccioni / Mindy ciuff-ciuff / Katie la Bomba: Appuntamento andato a male | 17 settembre 1994 |
| 3  | Miami Mama-Mia / Pigeon on the Roof                                    | Miami mamma-mia / Il piccione sul tetto                                             | 5 novembre 1994   |
| 4  | I'm Mad / Bad Mood Bobby / Katie Ka-Boom: The Blemish / Fake           | Mi gira / Bobby musone / Katie la Bomba: Il brufolo / Fasullo                       | 12 novembre 1994  |

## Prendi i miei fratellini, per favore / La Mindy 500 / Malessere mattutino
- Titolo originale: Take My Siblings Please / The Mindy 500 / Morning Malaise
- Diretto da: Michael Gerard, Alfred Gimeno, Dave Marshall
- Scritto da: Paul Rugg, John P. McCann, Nicholas Hollander

### Trama
- "Prendi i miei fratellini, per favore": In una loro versione della fiaba "I tre capretti furbetti", i Warner tentano di attraversare un "ponte del troll" per arrivare a un prato vicino.
- "La Mindy 500": Mindy segue una macchina da corsa con dipinta la faccia di un pagliaccio sulla pista della 500 Miglia di Indianapolis.
- "Malessere mattutino": I Warner infastidiscono il maleducato conduttore radiofonico Howie Tern (una parodia di Howard Stern) e lo sfidano a sconfiggerli in una gara di offese.

## Non siamo piccioni / Mindy ciuff-ciuff / Katie la Bomba: Appuntamento andato a male
- Titolo originale: We're No Pigeons / Whistle Stop Mindy / Katie Ka-Boom: The Broken Date
- Diretto da: Alfred Gimeno, Greg Reyna, Gary Hartle
- Scritto da: Deanna Oliver, Tom Minton, Nicholas Hollander

### Trama
- "Non siamo piccioni": I Picciotti ingannano un gufetto affamato facendogli credere che non sono piccioni.
- "Mindy ciuff-ciuff": Mindy segue un treno per soffiare nel suo fischio.
- "Katie la Bomba: Appuntamento andato a male": Katie si arrabbia quando il suo fidanzato arriva in ritardo a un appuntamento.

## Miami mamma-mia / Il piccione sul tetto
- Titolo originale: Miami Mama-Mia / Pigeon on the Roof
- Diretto da: Alfred Gimeno e Jenny Lerew
- Scritto da: Deanna Oliver

### Trama
- "Miami mamma-mia": I Picciotti volano a Miami per andare a trovare la madre di Pesto e il suo fidanzato Sam Gabbiano, ma Pesto fa di tutto per impedire il matrimonio.
- "Il piccione sul tetto": In una parodia di Fiddler on the Roof, i Picciotti cercano di determinare il loro rapporto con le Picciottine, che vogliono sistemarsi, mentre i Picciotti vogliono solo appollaiarsi sulla statua di Martin Scorsese e Pesto sogna di prendere il posto di Don Picciotto.

## Mi gira / Bobby musone / Katie la Bomba: Il brufolo / Fasullo
- Titolo originale: I'm Mad / Bad Mood Bobby / Katie Ka-Boom: The Blemish / Fake
- Diretto da: Rich Arons, Audu Paden, Dave Marshall, Gary Hartle, Alfred Gimeno
- Scritto da: Tom Ruegger, Randy Rogel, Deanna Oliver, Nicholas Hollander, Paul Rugg

### Trama
- "Mi gira": Durante un viaggio in auto con il dottor Scratchansniff, Yakko e Dot litigano costantemente mentre Wakko continua a lamentarsi.[1]
- "Bobby musone": Pesto e Squit cercano di liberare Bobby dal suo cattivo umore.
- "Katie la Bomba: Il brufolo": Katie impazzisce quando scopre di avere un brufolo prima che inizi il suo gruppo di studio.
- "Fasullo": I Warner provano a dimostrare al dottor Scratchansniff che il wrestling è finto.